# Helmut Hinkel
Helmut Hinkel  (* 17. November 1943 in Worms; † 15. Juli 2025 in Mainz) war ein deutscher römisch-katholischer Theologe, Kirchenhistoriker, Bibliothekar, Autor und Publizist, Priester.

## Leben
Nach einer Buchhändlerlehre und einigen Berufsjahren in der Mainzer Buchhandlung Schöningh in der Augustinerstraße erwarb Helmut Hinkel auf dem zweiten Bildungsweg das Abitur. Er trat ins Priesterseminar Mainz ein und nahm an der Universität Mainz sein Theologiestudium auf. Er promovierte im Jahr 1976 als wissenschaftlicher Assistent von Anton Philipp Brück über das Thema  „Pfarrer und Seelsorge im Aschaffenburger Raum. Die Landkapitel Montat und Rodgau (1550–1650)“. Bischof Hermann Volk weihte ihn am 30. Juni 1979 im Mainzer Dom zum Priester. Nach einer Kaplansstelle in Biddesshem und einer Station als Religionslehrer in Bad Nauheim wurde er 1983 Pfarrer in der Gemeinde St. Marien in Ginsheim-Gustavsburg. Anfang 1985 wurde er zusätzlich zum wissenschaftlichen Direktor der Bibliothek des Mainzer Priesterseminars ernannt. Mitte 1985 wechselte er in die Seelsorge von St. Ignaz (Mainz), St. Quintin (Mainz) und des Mainzer Doms. Er war Pfarrer von Heilig-Kreuz-Kirche (Mainz) und ist bis heute Rector ecclesiae der Kapelle des Mutterhauses der Schwestern von der Göttlichen Vorsehung (Mainz).
Als Direktor der Martinus-Bibliothek hat sich Hinkel besonders um die wissenschaftliche Erschließung der historischen Bestände der Bibliothek verdient gemacht. Zur Geschichte des Bistums Mainz hat Hinkel zahlreiche Beiträge vorgelegt und herausgegeben. In jüngerer Zeit beschäftigte er sich vor allem mit den Briefwechseln von Ida Hahn-Hahn.

## Veröffentlichungen (Auswahl)
- Die Diözesanheiligen im deutschsprachigen Raum. Matthias-Grünewald-Verlag, Mainz 1987, ISBN 3-7867-1316-2.
- Nibelungen Schnipsel. Neues vom alten Epos zwischen Mainz und Worms. Hrsg. von Helmut Hinkel. Mit Beiträgen von Busso Diekamp, Alban Grimm, Mathilde Grünewald, Joachim Heinzle, Helmut Hinkel, Klaus Klein, Annette Lang-Edwards, Martina Pauly, Bernd Schirok, Kurt Hans Staub. Verlag Philipp von Zabern, Mainz 2004, ISBN 3-8053-3303-X.
- Das Seminar. 200 Jahre Mainzer Priesterseminar in der Augustinerstraße und Perspektiven der Priester Ausbildung heute im Auftrag des Priesterseminars hrsg. von Helmut Hinkel. Publikationen Bistum Mainz, Mainz 2005, ISBN 3-934450-23-7.
- FRIEDRICH SCHNEIDER. Ein Mainzer Kulturprälat 1836–1907 hrsg. von Helmut Hinkel. Mit Beiträgen von Claus Arnold, Hermann-Josef Braun, Joachim Glatz, Mathilde Grünewald, Hans-Jürgen Kotzur, Gabriele Lambert, Hermann-Josef Reudenbach, Winfried Wilhelmy. Publikationen Bistum Mainz, Mainz 2008, ISBN 978-3-934450-34-9.
- Bibliotheca S. Martini Moguntina. Alte Bücher – Neue Funde. Hrsg. von Helmut Hinkel. Echter, Würzburg 2012 / Bistum Mainz, Mainz 2012, ISBN 978-3-429-03569-3 / ISBN 978-3-934450-56-1.
- Mit Tanz und Geigenspiel. Die Mainzer Miniaturen aus „Christus und die minnende Seele“. Hrsg. von Helmut Hinkel. Publikationen Bistum Mainz / Echter Verlag, Mainz / Würzburg 2013, ISBN 978-3-934450-58-5 / ISBN 978-3-429-03677-5.
- Fides Moguntina: Studien zur Mainzer Kirchengeschichte. [Anlässlich des siebzigsten Geburtstages von Bibliotheksdirektor Pfarrer Dr. Helmut Hinkel]. Hrsg. von Winfried Wilhelmy. Nünnerich-Asmus, Mainz 2013, ISBN 978-3-943904-34-5.
- Ida Hahn-Hahn: „…ich hätte große Lust mit Ihnen zu zanken …“. [Mainzer Briefe an Christoph Moufang]. Hrsg. und eingeleitet von Helmut Hinkel. Nünnerich-Asmus, Mainz 2014, ISBN 978-3-943904-60-4.